# Ceylonese kuifdrongo
De Ceylonese kuifdrongo (Dicrurus lophorinus) is een zangvogel uit de familie Dicruridae (drongo's). Eerder werd deze vogel beschouwd als een ondersoort van de vlaggendrongo (D. paradiseus lophorinus).

## Verspreiding
De Ceylonese kuifdrongo is een endemische vogelsoort op Sri Lanka.

## Status
De grootte van de populatie is niet gekwantificeerd maar de soort wordt omschreven als schaars tot plaatselijk algemeen. Op de Rode lijst van de IUCN heeft deze soort de status niet bedreigd.